# TMEM22
TMEM22‏ (Solute carrier family 35 member G2) هوَ بروتين يُشَفر بواسطة جين TMEM22 في الإنسان.